# اودنرد
شهر اودنرد (به فرانسوی: Oudenaarde) در شهرستان اودنرد در استان فلاندری شرقی در منطقه فلاندری در کشور بلژیک واقع شده‌است.

## نگارخانه

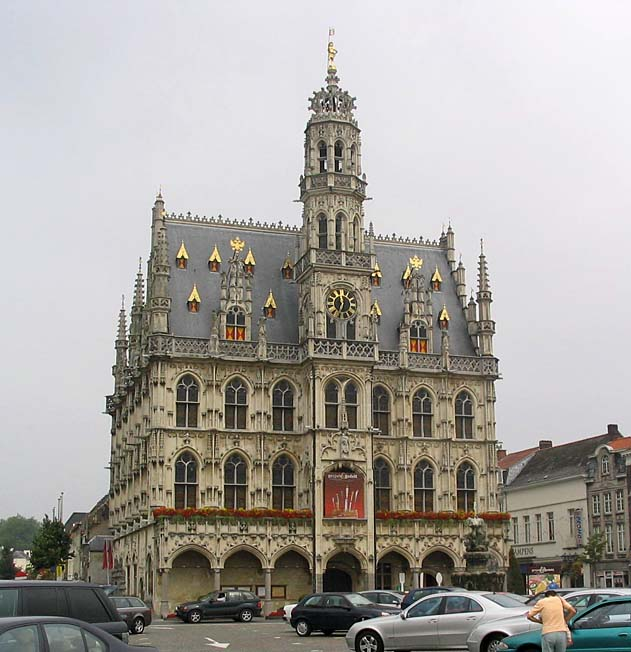
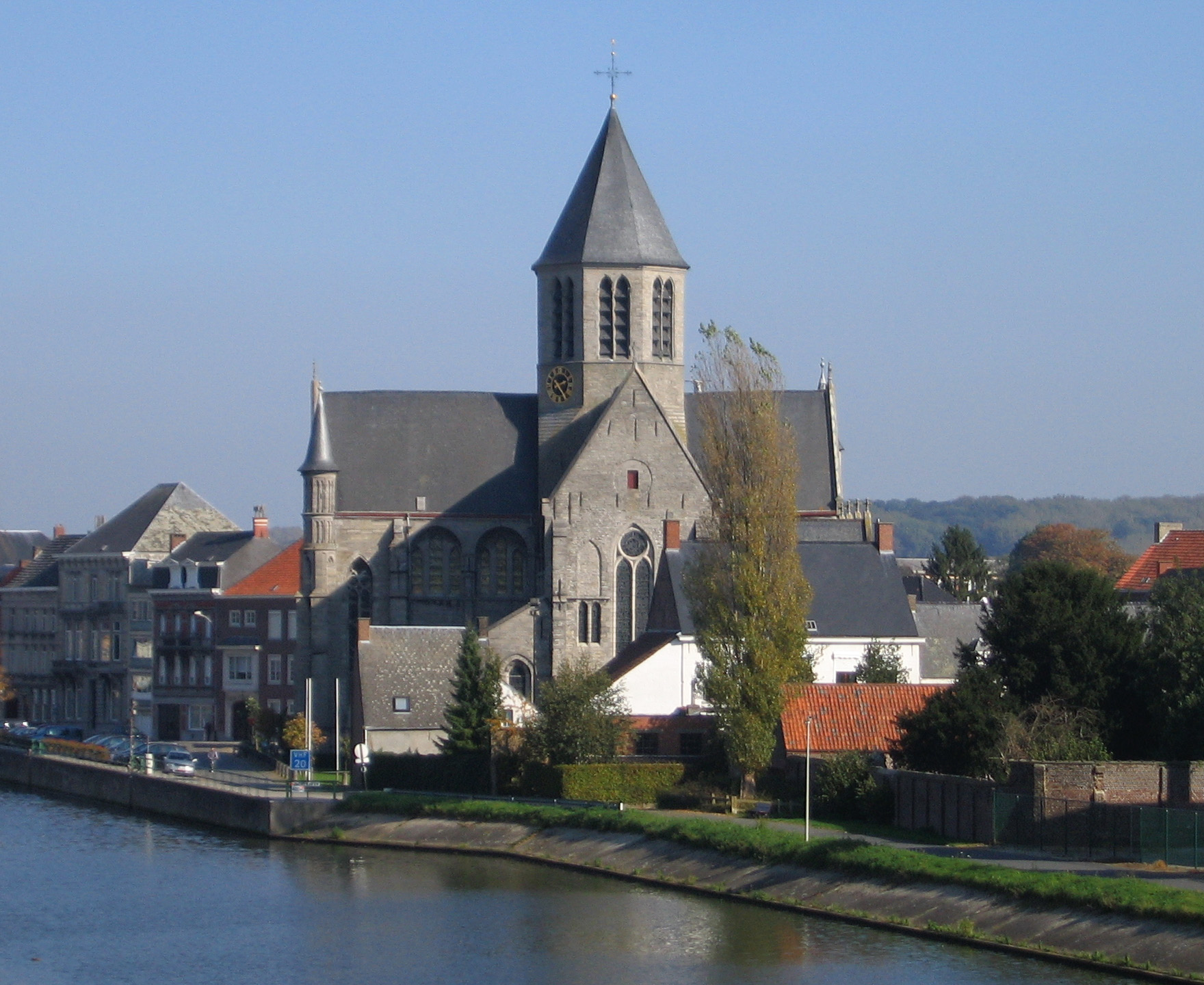
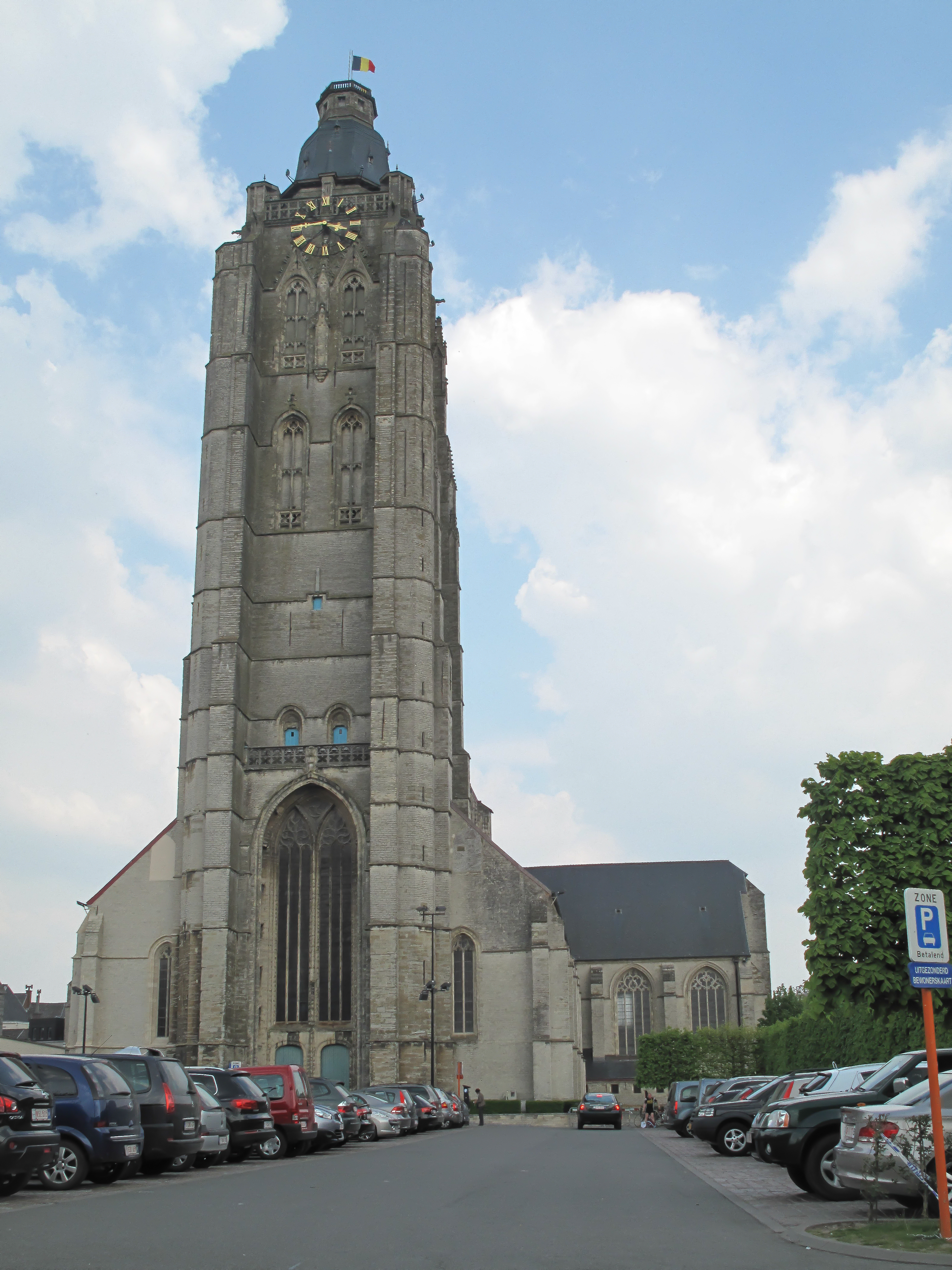
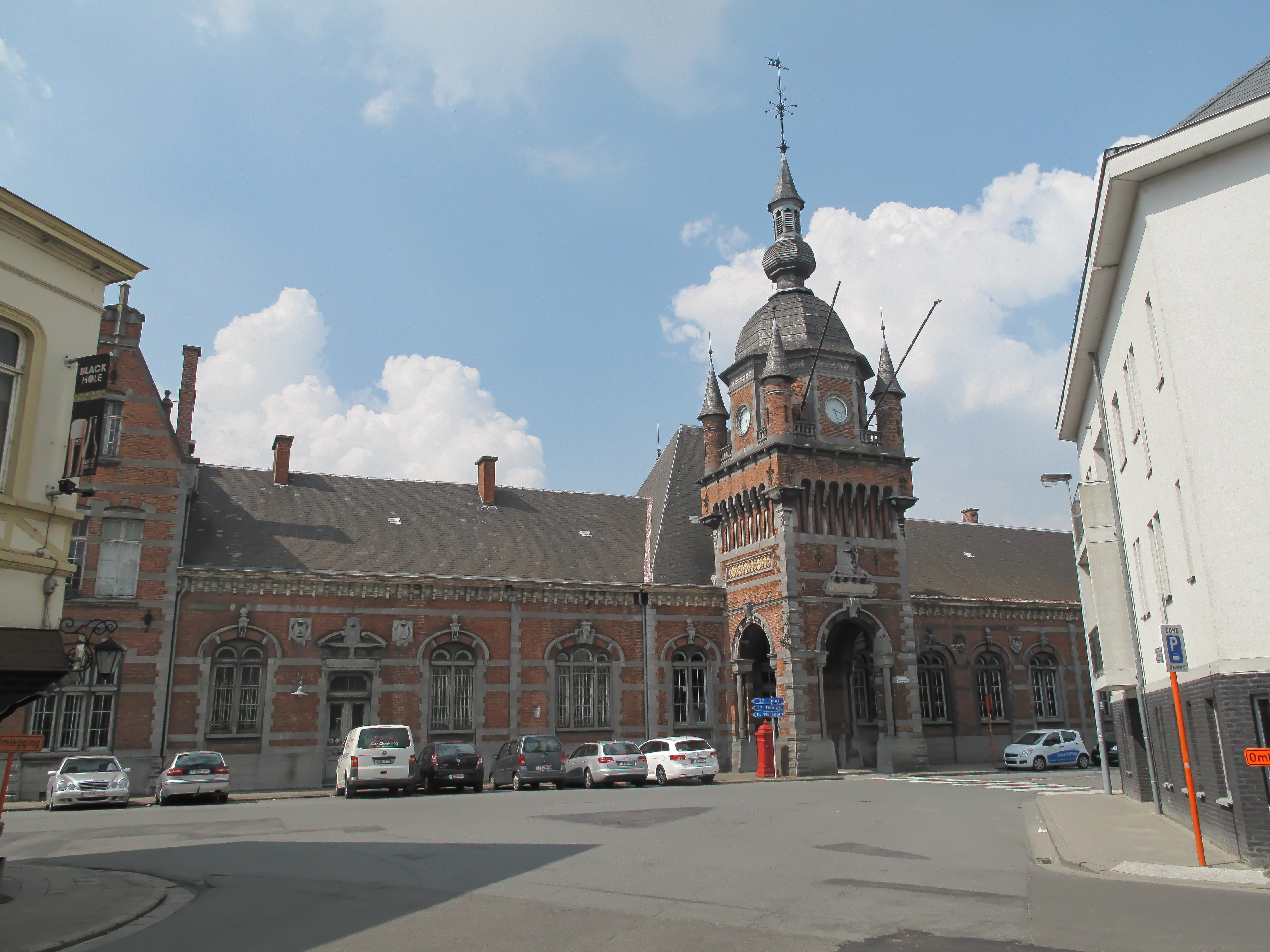
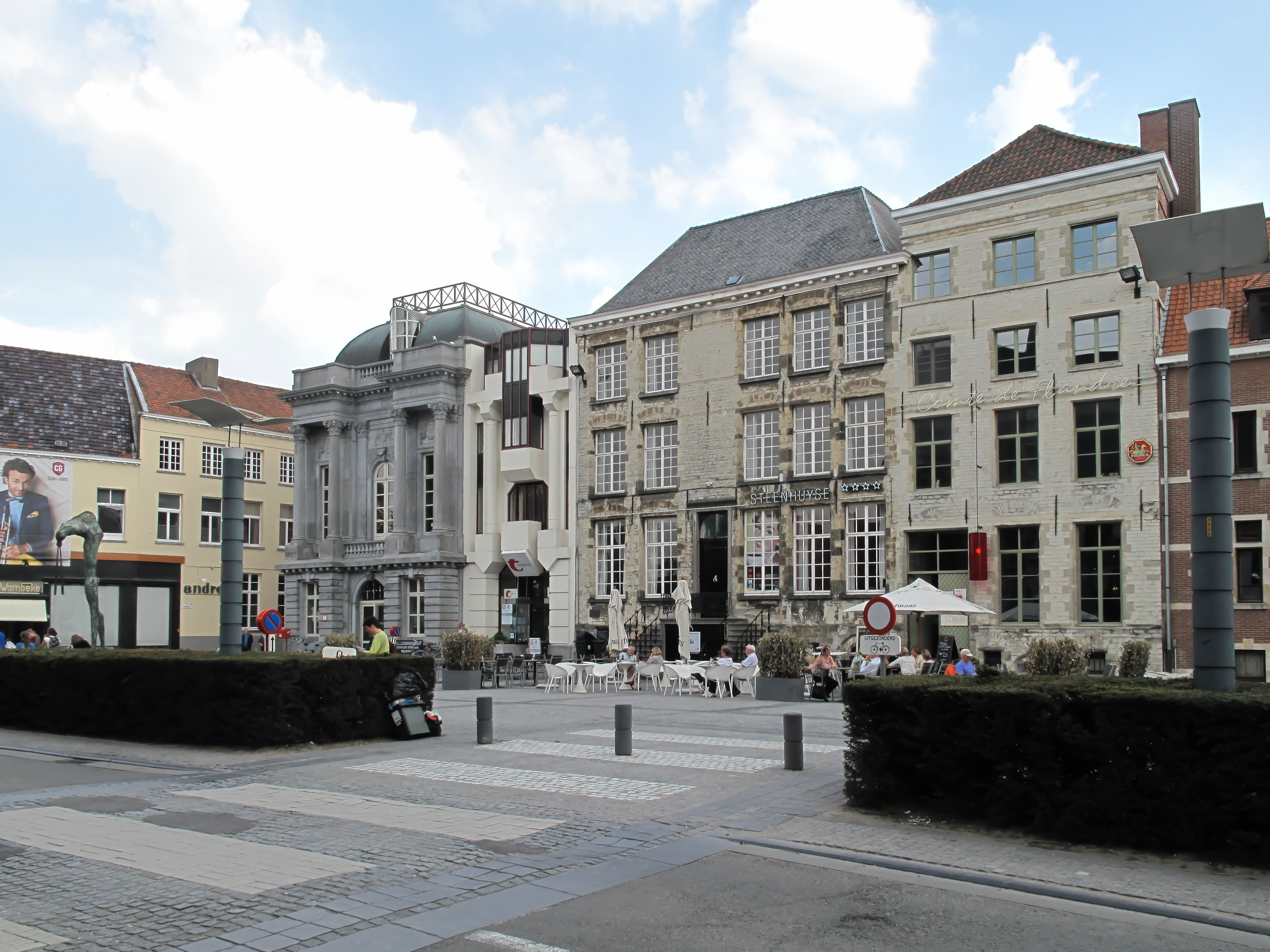